# TO-92

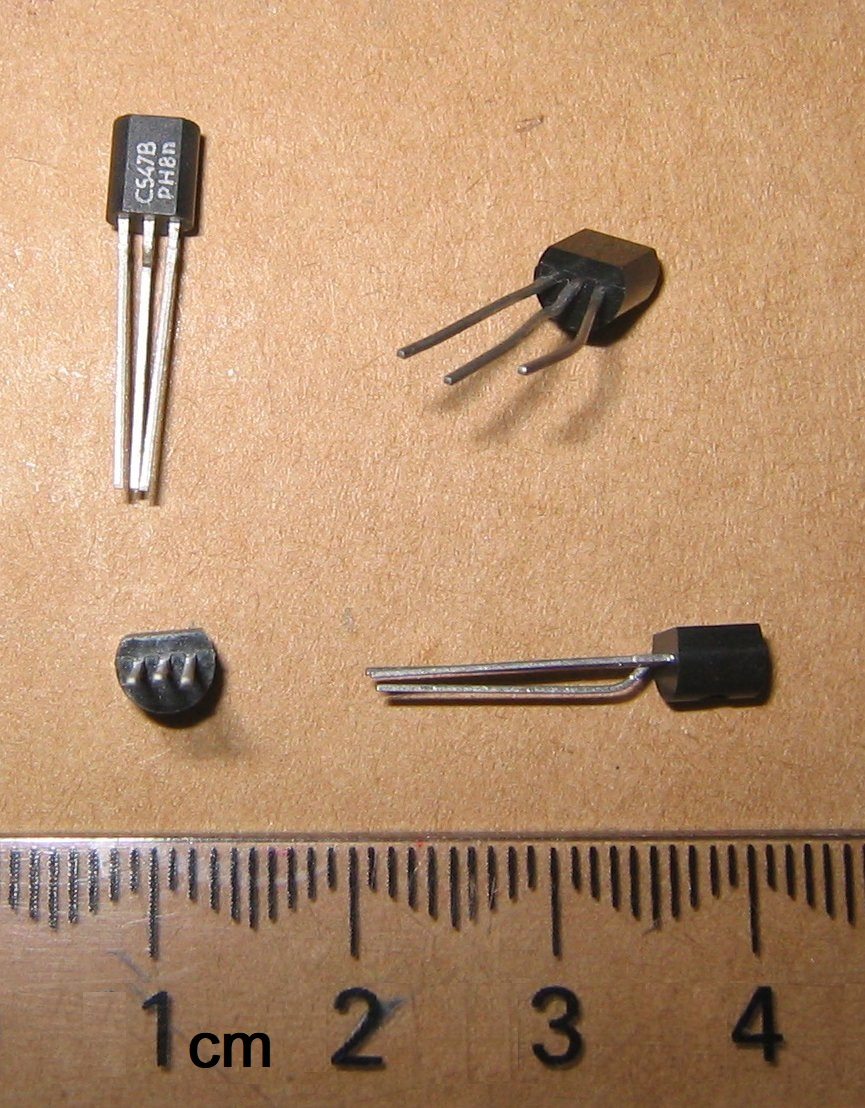
Boîtiers TO-92

Vue de face d'un TO-92

Vue arrière d'un TO-92

Le TO-92 est un boîtier de composant électronique. Il s'agit du boîtier le plus utilisé dans la construction de transistors discrets. L'encapsulation est réalisée principalement en epoxy ou en matière plastique, ce qui conduit à une taille compacte et à un coût très réduit.
Les boîtiers TO-92 sont réservés aux composants de faible puissance. Pour des puissances supérieures, on utilise des boîtiers TO-220.

## Histoire et origine
L'acronyme TO-92 vient du nom complet original : Transistor Outline Package, Case Style 92.
 
La terminologie TO-92 a été abandonnée par l'industrie et a été remplacée par TO-226AA.

## Transistors courants en boîtiers TO-92
BC237/BC307, BC337/BC327, BC487/BC488C, BC548/BC558, 2N3904/2N3906, MPS2222/MPS2907, 2N7000, etc.

## Autres applications
- Les régulateurs de tension, séries 78Lxx, 79Lxx, etc.
- Les thermistances (LM335, etc.) et autres capteurs (SS495, etc.)

## Sources
- (en) isl.ee.boun.edu.tr, Fairchild Semiconductor, BC237/238/239, Switching and Amplifier Applications, Rev. A2, août 2002 [PDF]
- (en) fairchildsemi.com, Fairchild Semiconductor, 2N7000 / 2N7002 / NDS7002A, N-Channel Enhancement Mode Field Effect Transistor, novembre 1995, 2N7000. SAM Rev. A1 1997 [PDF]